# Vladimir Neceaev
Vladimir Neceaev (în rusă Владимир Александрович Нечаев; n. 28 iulie 1908, Novomalinovo, Raionul Korsakovo⁠(d), Regiunea Oriol, Rusia – d. 11 aprilie 1969, Moscova, RSFS Rusă, URSS) a fost un cântăreț rus.